# HD 162826
HD 162826 är en gulvit stjärna i huvudserien i Herkules stjärnbild..
Stjärnan har fotografisk magnitud +6,55 och kräver fältkikare för att kunna observeras.